# Paradise Hills
Paradise Hills è un census-designated place (CDP) degli Stati Uniti d'America, situato nello stato del Nuovo Messico, nella contea di Bernalillo.